# Southdown (race ovine)
 (avril 2018).
Si vous disposez d'ouvrages ou d'articles de référence ou si vous connaissez des sites web de qualité traitant du thème abordé ici, merci de compléter l'article en donnant les références utiles à sa vérifiabilité et en les liant à la section « Notes et références ».
La southdown est une race de mouton originaire d'Angleterre.

## Histoire
La southdown est une race ovine originaire du sud de l'Angleterre. Elle a été introduite précocement en France, d'abord dans les années 1850 dans la Mayenne (présentation au concours régional d'Angers de 1853 d'animaux de M. de Souvré), puis surtout à l'occasion de l'exposition universelle de Paris en 1855, quand le comte Charles de Bouillé importe les premiers animaux reproducteurs dans son élevage dans la Nièvre. C'est l'une des races anglaises qui s'est le mieux implantée en France, utilisée en race pure ou pour améliorer les races françaises par croisements. On compte 196 000 animaux southdown en France en 1932, et les effectifs augmentent encore pour atteindre 600 000 en 1963. Depuis, elle a été remplacée dans sa zone d'élevage d'origine par le mouton charollais en Saône-et-Loire et dans l'Allier, et par le mouton vendéen en Vendée. En 2005, le BRG estimait ses effectifs en France à moins de 2 000 reproductrices.

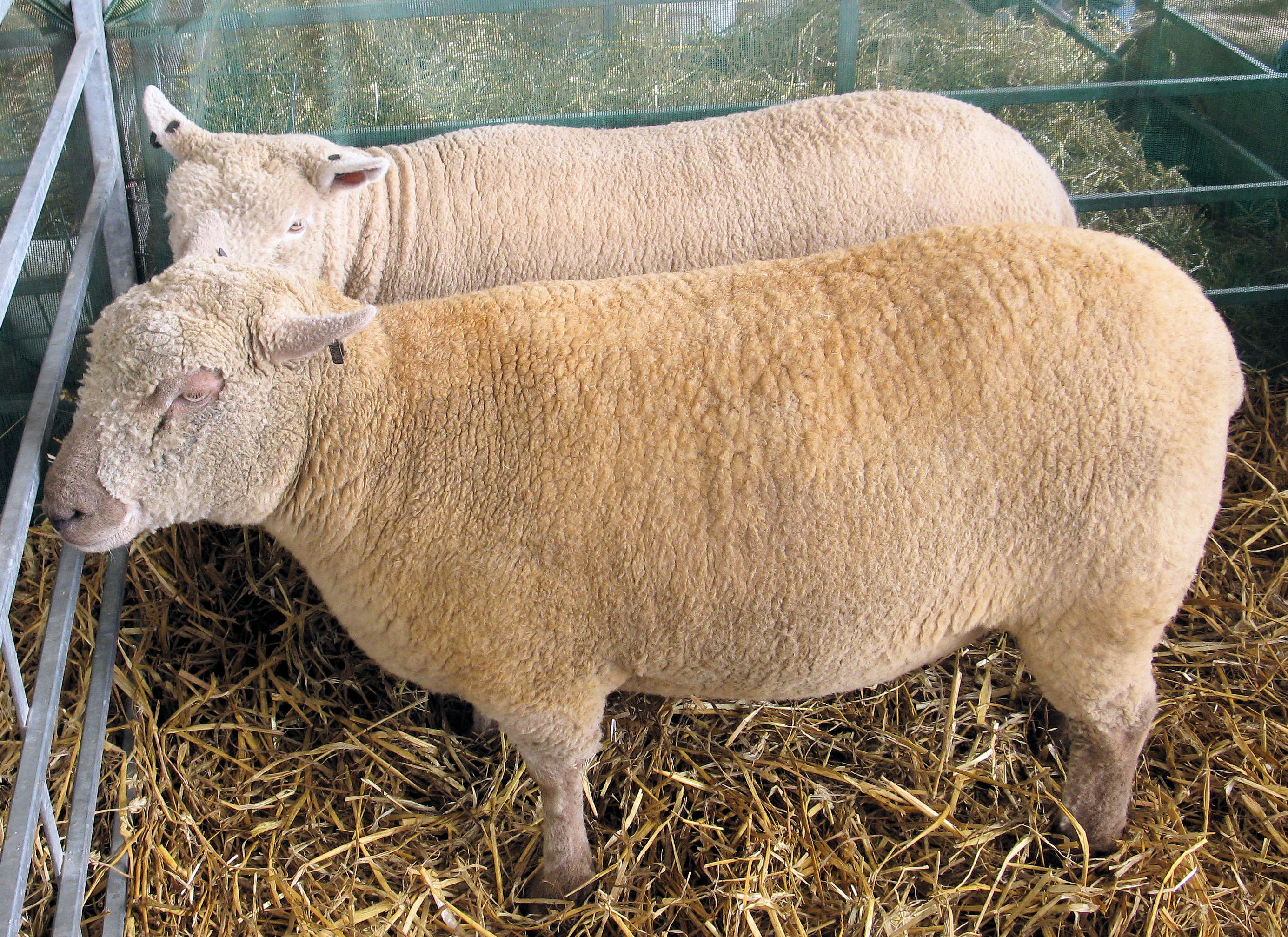
Brebis southdown.

## Diffusion
Le southdown s'est établi dans de nombreux pays en plus de l'Angleterre. Après avoir connu une très grande diffusion en France, cette race n'y est plus représentée aujourd'hui que dans de rares élevages, surtout dans l' Allier.